# 피를로큰귀박쥐
피를로큰귀박쥐(Micronycteris homezi)는 주걱박쥐과(신세계잎코박쥐류)에 속하는 박쥐의 일종이다. 남아메리카에서 발견된다.

## 특징
작은 크기의 박쥐로 몸길이는 59mm이고, 전완장은 31.4~37.4mm, 꼬리 길이는 11mm이다. 발 길이는 11mm, 귀 길이는 23mm이고 몸무게는 최대 6.8g이다.